# Diddi Trix
Diddi Trix, né le 25 janvier 1997 à Bondy en Seine-Saint-Denis, est un rappeur français d'origine congolaise. Passionné de musique depuis son enfance, il se fait d'abord connaître au sein du groupe Batara Gang avant de lancer sa carrière solo en 2017 avec le titre Gang Boy.
Révélé par son freestyle Petou, il signe en 2018 chez le label AWA de Kore, où il sort plusieurs projets remarqués comme Trix City (2019), Cartel de Bondy (2019) et Dope Boyz (2020).

## Biographie

### Enfance et débuts musicaux
Diddi Trix, né le 25 janvier 1997, est d’origine congolaise et a grandi dans la cité du Radar située à Bondy. Dès son plus jeune âge, il développe une passion pour la musique grâce à sa mère, qui lui fait découvrir le RnB et les musiques congolaises. Cependant, c’est son entourage qui l’initie au rap. À l’âge de 11 ans, il commence à écrire ses premiers textes.
En 2015, il faits ses débuts dans la musique au sein du groupe Batara Gang, qu’il forme avec trois amis d’enfance : Laskiiz, Dyako et Smokey Taylor. Ce collectif lui permet d’acquérir une première notoriété.

### Carrière

#### Lancement de sa carrière solo (2017-2019)
En 2017, Diddi Trix entame sa carrière solo en publiant son premier clip, Gang Boy. C’est son freestyle intitulé Petou, diffusé sur la plateforme Rapelite, qui lui fait gagner en notriété.

#### Signature chez AWA etTrix City(2019)
Après avoir fondé son propre label, Dope Boyz Gang, avec des amis, Diddi Trix rejoint en 2018 le label AWA de DJ Kore. Cette collaboration naît grâce à des amis communs et à la proximité géographique, Kore ayant des attaches familiales à Bondy.
Le 29 mars 2019, Diddi Trix publie son premier projet solo intitulé Trix City. Ce projet, composé de 13 titres, marque un tournant dans la carrière du rappeur, qui y affirme son identité musicale mêlant des influences West Coast et des textes ancrés dans son quotidien,.
Le morceau Chien d’la casse se distingue comme le titre le plus marquant de l’album. Dans ce titre, Diddi Trix décrit sa vie à Bondy sur une production aux sonorités g-funk, inspirée de la scène californienne. Le clip, réalisé par Cherifnocolor et Louisde420, mettant en scène des moments de vie dans son quartier. Chien d’la casse a rencontré un certain succès notable, étant aujourd'hui certifié single d'or,.

#### Cartel de BondyetDope Boyz(2019)
En octobre 2019, Diddi Trix publie l’EP Cartel de Bondy, composé de six titres revisitant des classiques de la côte ouest des États-Unis des années 90. Inspiré par des artistes emblématiques tels que Snoop Dogg et Dr. Dre, le projet se distingue par ses sonorités g-funk, marquant l’attachement de Diddi Trix à ce style musical.
Le projet est dévoilé gratuitement sur YouTube, à raison d’un titre par jour, et rendu disponible en téléchargement libre, reflétant une volonté de proposer un contenu accessible à tous. Parmi les morceaux, on retrouve notamment une collaboration avec Driver, figure du rap français, sur une reprise de Back Up Ho de Snoop Dogg. Jok’Air, ancien membre de la MZ, figure également dans le projet.
Le 21 janvier 2022, Diddi Trix sort l’EP Dope Boyz, composé de cinq titres inédits. Ce projet marque son retour après une absence de plus de deux ans depuis Trix City (2019),.
L’artiste y évoque son parcours et sa volonté de se réimposer sur la scène rap française. Le morceau Pac Man, accompagné d’un clip réalisé à Bondy, illustre ce projet. Dope Boyz sert également de prélude à un futur opus annoncé, Trix City 2.

#### Trix City 2etDope Music(2023)
En décembre 2023, sort Trix City 2 qui est le deuxième album studio du rappeur. Ce projet fait suite à son premier album, Trix City sorti en 2019, qui avait rencontré un certain succès, notamment grâce au single Chien de la casse. Avec ce nouvel opus, Diddi Trix poursuit l'exploration de ses thématiques personnelles et sociales, tout en conservant une approche musicale centrée sur la trap.
L'album, composé de 12 titres, inclut plusieurs morceaux marquants comme Fondu et Le Benef, dont les clips ont été dévoilés avant la sortie du projet. Trix City 2 présente également des collaborations, dont celle avec Kay The Prodigy sur le titre KAYLATRIX et La Bourse sur le titre ENFANTS DU BITUME. Le visuel de l'album s'inspire de l'iconique Illmatic de NAS, un hommage aux influences musicales de l'artiste.
Le 1ᵉʳ novembre 2024, il sort son 3ᵉ EP, Dope Music, composée de 5 titres solo

## Style
Il rappe avec un timbre de voix, Diddi Trix avec un style trap et G-funk.

## Pseudonyme
Son pseudonyme, Diddi, est un surnom qui lui a été attribué dans son quartier durant son enfance. Il y a ajouté Trix pour refléter son état d’esprit singulier et son univers décalé, qu’il qualifie lui-même de "matrixé".

## Discographie

### Album studio
- 2019 : Trix City
- 2023 : Trix City 2

### EPs
- 2019 : Cartel de Bondy
- 2022 : Dope Boyz
- 2024 : Dope Music